# Angelis (álbum)
Angelis é o álbum de estréia do coro infantil de música clássica Angelis, lançado no Reino Unido em 6 de novembro de 2006. Conseguiu ficar em segundo lugar nas paradas musicais britânicas e vendido mais de 350.000 cópias tendo conquistado o certificado de disco de platina. Os membros do grupo receberam um disco de platina na GMTV.

## Lista de faixas
| N.º            | Título                       | Duração |  |
| 1.             | "Angel"                      | 4:26    |  |
| 2.             | "Pie Jesu"                   | 3:16    |  |
| 3.             | "Somewhere Over the Rainbow" | 3:36    |  |
| 4.             | "Silent Night"               | 2:13    |  |
| 5.             | "Pokarekare Ana"             | 2:36    |  |
| 6.             | "Even Though You're Gone"    | 4:11    |  |
| 7.             | "Walking in the Air"         | 3:51    |  |
| 8.             | "Morning Has Broken"         | 2:51    |  |
| 9.             | "May It Be"                  | 3:50    |  |
| 10.            | "Cantero"                    | 4:03    |  |
| 11.            | "O Holy Night"               | 4:15    |  |
| Duração total: | Duração total:               | 39:12   |  |